# ビーヒア
ビーヒア(Behir)は、テーブルトークRPG『ダンジョンズ&ドラゴンズ』（D&D）に登場する大蛇のごとき架空の魔獣である。
日本語版では第2版は“ベヒィール”と訳されたが、第3版以降はビーヒアと表記されている。

## 掲載の経緯
ビーヒアが最初に登場したのはアドバンスト・ダンジョンズ&ドラゴンズ(AD&D)第1版のシナリオ集、『The Lost Caverns of Tsojcanth』(1982、未訳)である。その後、『Monster ManualⅡ』(1983、未訳)にも掲載された。
AD&D第2版では、『Monstrous Compendium Volume One』(1989、邦題『モンスター・コンベンディウムⅠ』)に登場し、『Monstrous Manual』(1983、未訳)に再掲載された。『ドラゴン』156号(1990年4月)には特集が組まれ、“デザート・ビーヒア(Desert Behir)”と“ジャングル・ビーヒア(Jungle Behir)”が紹介された。
D&D第3版では、『モンスターマニュアル』(2000)に登場し、3.5版でも改訂版『モンスターマニュアル』(2005)に登場した。『ドラゴン』333号(2005年6月)にはエリック・カーグル(Eric Cagle)による“ビーヒアの生態”特集が組まれた。
D&D第4版では『モンスター・マニュアルⅡ』(2009)に以下の個体が登場している。
- ビーヒア／Behir
- ビーヒアの“稲妻の仔”／Behir Bolter Whelp
- ビーヒアの“嵐の乗騎”／Behir Stormsteed

『D&D』第5版では、『モンスター・マニュアル』（2014年）に登場している。

### パスファインダーRPG
D&D3.5版のシステムを継承するパスファインダーRPGにてビーヒアは『ベスティアリィ』(2009)に登場している。

## 肉体的特徴
ビーヒアの体長は約20フィート(約6m)から40フィート(約12m)、体重は4000ポンド(約1.8t)ほどある。

ビーヒアはヘビに似た爬虫類だが、胴体には6対12本の足が生えている。ビーヒアはこの足で動くことも、足を折りたたんでヘビのように這って進むこともできる。第5版のイラストでは足の間隔が広くなり、よりヘビに近い姿をしている。頭部はワニに似ているが、その口はヘビのように大きく広げて獲物を丸呑みすることができる。頭部からは後ろに反った大きな角が2本あるが、戦闘には用いず、もっぱら鱗の掃除に使う。

ビーヒアの体色は群青色から濃青色で灰色の帯がある。腹部は青白い。背中は硬い鱗に覆われている。

## 生態
ビーヒアは縄張り意識の強い狡猾で怒りっぽい肉食獣である。

手に負えない乱暴者だが必要以上に邪悪ではなく、属性は“真なる中立”である。
ビーヒアがどのような経緯で誕生したのかは定かではないが、一説には蛇神マーショールク(Merrshaulk)かアペプ(Apep)かの手による魔法によって変質したヘビやトカゲがブルー・ドラゴン(青色の竜)と繁殖して産まれたのがビーヒアとされている。産まれたビーヒアはブルー・ドラゴンほどの知性がなく、雷のブレスを吐く所だけ継承していた。多くのドラゴン、特にブルー・ドラゴンはこの説を否定しており、ビーヒアを知恵足らずの存在と見下している。このことはビーヒアの怒りっぽい性質を刺激するに十分であり、ビーヒアもまたドラゴンを激しく嫌悪している。第5版ではドラゴンとジャイアントが終わりなき戦いを繰り広げていた、今は忘れられた太古の時代にストーム・ジャイアント(嵐の巨人)が兵器として創ったのがビーヒアとしている。
ビーヒアは一生を棲息地帯である砂漠の縄張りで、入り込んだ獲物を狩ることに費やす。ビーヒアの縄張りは400平方マイルほどで、ほとんどの場合、丘陵地の高い壁面にある洞窟で棲息している。ビーヒアの縄張りにドラゴンが到来したら全力で追い出そうとし、無理ならば棲み家を変える。ビーヒアはドラゴンの縄張りに踏みいることは決してしない。
ビーヒアは孤独な生物で、同族と過ごすのは交尾し卵を育てる間だけである。雌のビーヒアは1〜4個の卵を産み、孵化するまでの8ヶ月を卵と過ごす。卵が孵化すると、2フィートほどあるビーヒアの幼体は即座に巣から追い出され、つがいも解消する。ビーヒアの幼体は毎年8フィートほど成長する。幼体の足は3対程度であり、残りは成育の過程で生えてくる。
戦闘になると、ビーヒアは口から雷をブレスとして放出することができる。

このブレスとともに、噛みつき、爪での攻撃、巻き付けによって相手を痛めつけ、最後は相手を丸呑みにして捕食する。
怒りっぽく縄張り意識の強いビーヒアだが、知性は人並みで人語を介するため交渉が可能である。もちろん、交渉者はまず短気なビーヒアを宥めなければならない。ストーム・ジャイアントはビーヒアを飼い慣らし乗騎にしている。第4版で巨人たちが乗騎としている“嵐の乗騎”は自らが作り出した雷雲に乗って飛行することすらできる。
ビーヒアの身体部品は錬金術の素材として珍重されている。

その角は雷撃の魔法を記する巻物(スクロール)のインクになり、爪は僧侶が毒消しの薬を作る際に材料としている。ビーヒアの心臓は毒の攻撃から身を護る魔法の巻物を記するインクとして用いられる。硬い鱗はそのまま鎧や盾の素材となる。また、獲物を丸呑みするビーヒアの体内には消化されなかった財宝が残っている場合がある。